# IBurst
 iBurst (или HC-SDMA, High Capacity Spatial Division Multiple Access) — технология беспроводной широкополосной передачи данных, разработанная компанией ArrayComm. Оптимизация полосы пропускания достигается за счет «умной» антенной системы. Компания Kyocera — лидирующий производитель устройств iBurst.
Компания ArrayComm разработала первые версии технологии iBurst, которые затем дорабатывались в качестве High Capacity — Spatial Division Multiple Access (HC-SDMA) стандарта радио связи (ATIS-0700004-2005) Alliance of Telecommunications Industry Solutions (ATIS). Стандарт был подготовлен подкомитетом по беспроводным технологиям и системам (Wireless Wideband Internet Access subcommittee — WTSC) комитета ATIS и был принят в качестве национального стандарта в США.
Интерфейс HC-SDMA предоставляет широкополосный беспроводной доступ для фиксированных, портативных и мобильных абонентов. Протокол создан для использования с «умными» антенными системами для более эффективного использования радиочастотного спектра, расширенной ёмкости и эффективности системы. В январе 2006 года, IEEE 802.20 Mobile Broadband Wireless Access Working Group адаптировала использование стандарта HC-SDMA для режима 625кГц Multi-Carrier Time Division Duplex (TDD) будущего стандарта IEEE 802.20. Один из канадских операторов использует данный стандарт на частоте 1.8 ГГц.
HC-SDMA также включен ISO TC204 WG16 в качестве подстандарта для использования беспроводных систем передачи данных в системах передачи данных, известных как CALM, разрабатываемх ISO для intelligent transport systems (ITS). Системы ITS могут использоваться для гражданской безопасности, управления заторами в случаях ДТП, и т. д.
Между комитетами WTSC и ISO TC204 WG16 для упрощения взаимодействия, заключены официальные соглашения.

## Технология
Интерфейс HC-SDMA работает аналогично GSM или CDMA2000 для мобильных телефонов и поддерживает роуминг между базовыми станциями, давая таким образом бесшовное покрытие сети передачи данных для мобильных абонентов.
Протокол:
- описывает характеристики для базовой станции и клиентских устройств, включая мощностные режимы передатчиков, частоты передачи, таймауты, внутри- и внеполосные паразитные излучения, параметры избирательности и чувствительности приемников;
- описывает структуры кадров (фреймов) для различных режимов передачи данных, прямого и обратного канала передачи данных, и прочие характеристики трафика;
- описывает модуляции, способы коррекции ошибок при передаче (FEC), чередования и скремблирования;
- описывает различные логические каналы (широковещательный, пейджинг, случайный доступ, каналы конфигурации и трафика) и их роли в функционировании радиоканала
- Процедуры восстановления ошибок и перепосылок.

Протокол также поддерживает механизмы третьего уровня модели OSI (OSI) для создания и контроля логических соединений (сессий) между базовыми станциями и клиентским оборудованием, включая регистрацию, открытия потока данных, контроль мощности передачи, переключения между БС, тонкой настройки канала, закрытия потока данных, а также процедуры для аутенфитикации клиентов и безопасной передачи данных.
Внедрённые в данный момент системы iBurst позволяют передавать данные со скоростью до 1 Мбит/с для каждого подписчика. В будущих версиях протокола ожидает увеличение этой скорости до 5 Мбит/с.

## Коммерческое использование
В данный момент доступы следующие варианты клиентских устройств:
- Настольный модем с портами USB и Ethernet (с внешним блоком питания)
- Портативный USB модем (с питанием от USB порта)
- Модем для ноутбуков (PC card)
- Беспроводной шлюз Wi-Fi (WRG), совместно с PC Card модемом
- Беспроводной маршрутизатор Wi-Fi (UMR), совместно с USB модемом

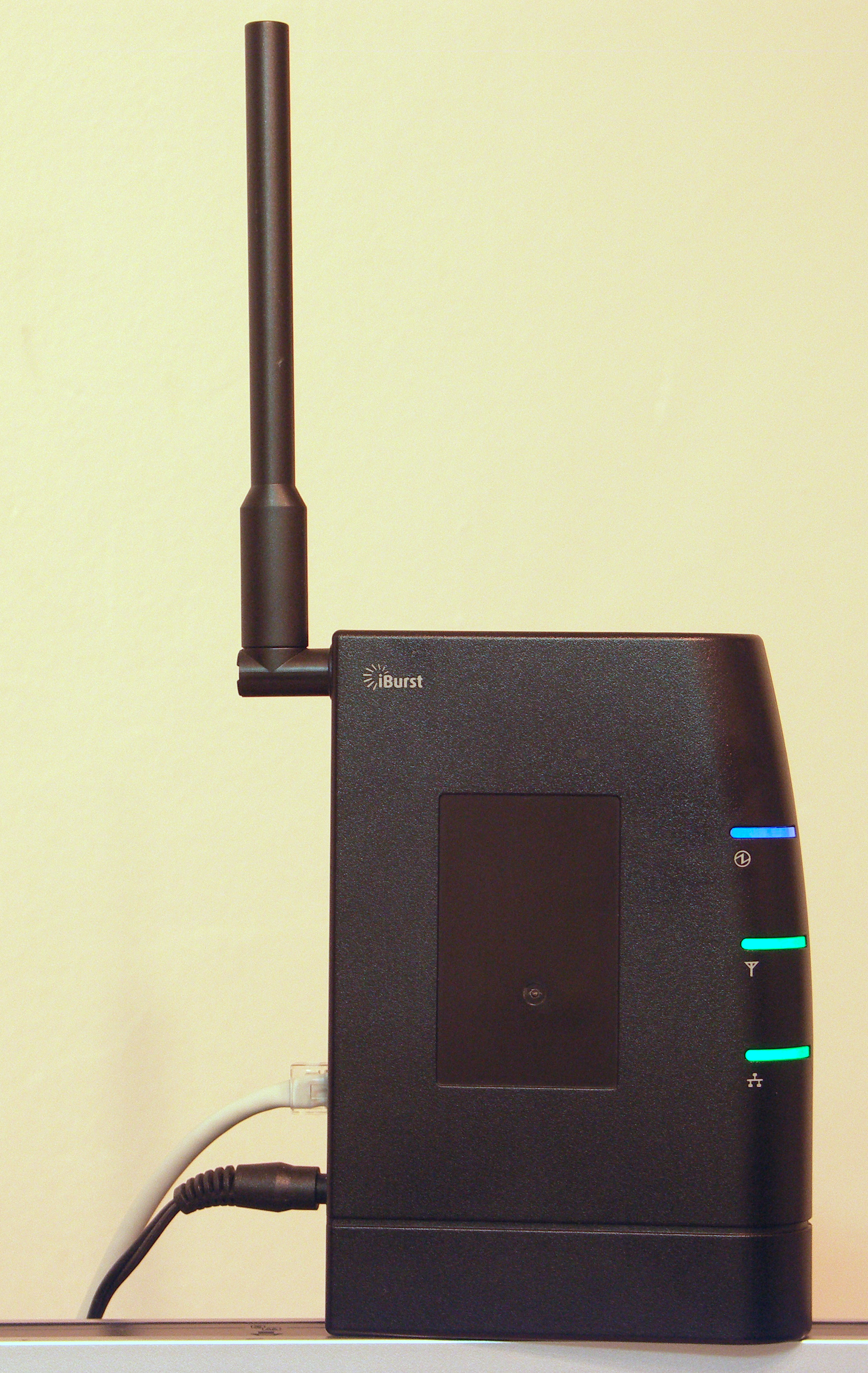
Настольный iBurst модем производства Kyocera

iBurst доступен в тринадцати странах: ЮАР, Азербайджан , Норвегия, Ирландия, Канада, Малайзия, Ливан, Кения, Танзания, Гана, Мозамбик , Демократическая Республика Конго  и США. Ожидается внедрение сетей iBurst рядом компаний в юго-восточной Европе и на ближнем востоке.